# Berghaus
Pour l’article homonyme, voir Berghaus (homonymie).
Berghaus est un producteur de vêtements de sport d'extérieur, de sacs à dos et de chaussures, établi à Sunderland, dans la région du Tyne and Wear au Nord-Est de l'Angleterre. 
À l'origine, il s'agissait d'une société anglaise d'importation et de distribution de matériel de sport d'extérieur.
La société fut créée en 1966 par les alpinistes et grimpeurs Peter Lockey et Gordon Davison à Newcastle-upon-Tyne. En 1972, Peter Lockey et Gordon Davison ont commencé à développer et à produire leurs propres produits, plus particulièrement des sacs à dos et des vestes.
Le nom Berghaus (mot allemand dont la traduction littérale est cabane de montagne) fut choisi pour donner plus de crédibilité à la marque. À cette époque, les meilleures marques de matériel de sport d'extérieur étaient allemandes ou autrichiennes.